# Indice di esposizione biologica
L'indice di esposizione biologica, in lingua inglese noto anche con l'acronimo BEI "Biological Exposure Indices" , sono dei parametri utilizzati nel monitoraggio biologico per verificare l'esposizione dei lavoratori a determinati prodotti/sostanze attraverso analisi e misurazioni su matrici biologice, ovvero secreti, sangue e urine.